# خليج بيران

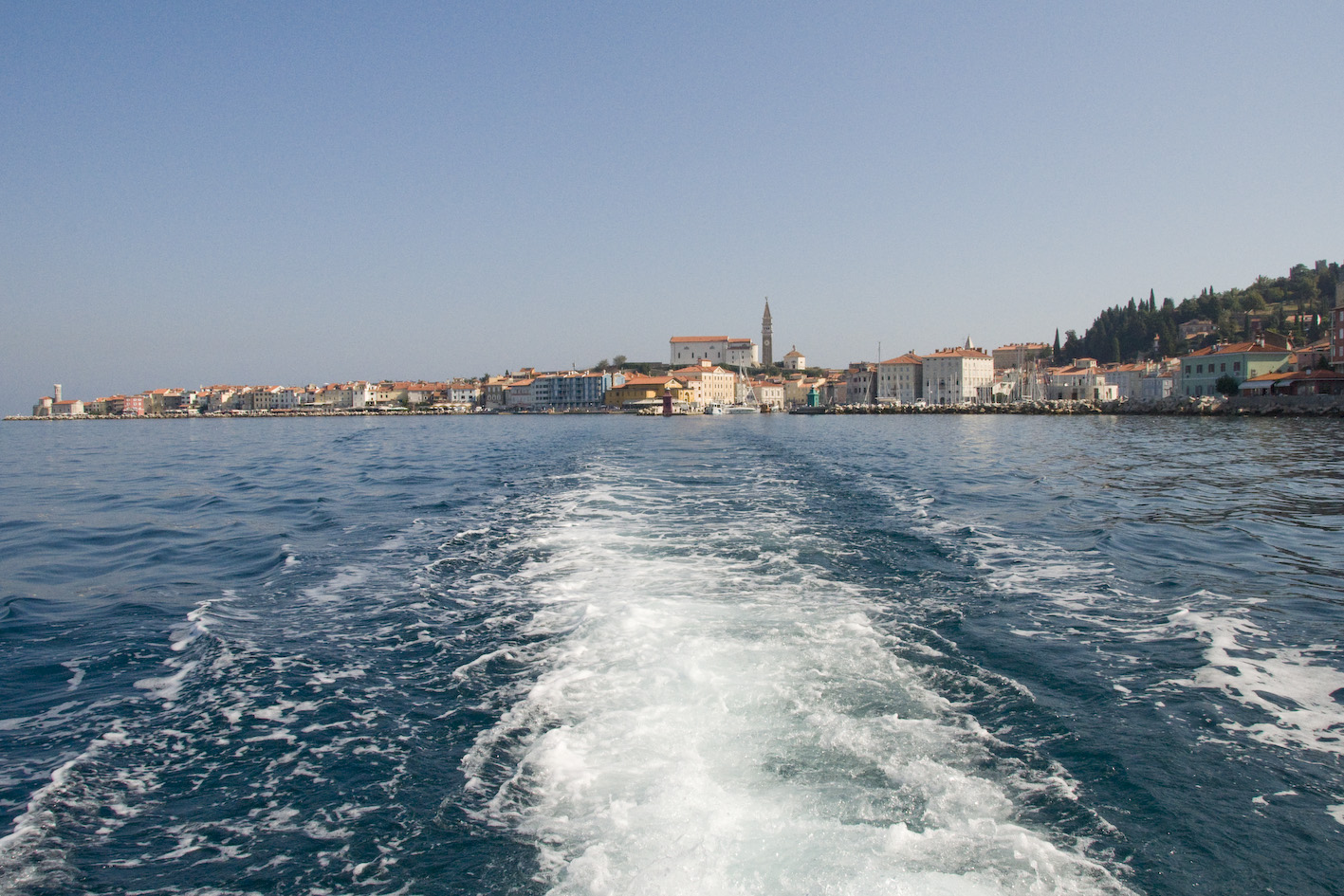
منظر عام لخليج بيران.

خليج بيران (بالإنجليزية: Gulf of Piran، بالسلوفينية: Piranski zaliv، بالكرواتية:  Piranski zaljev، بالإيطالية: Baia di Pirano) خليج يقع في الجزء الشمالي من البحر الأدرياتيكي، ويشكل جزءًا من الطرف الجنوبي لخليج تريستي.

## نظرة عامة
سُمي الجليج باسم بيران نسبة لبلدة بيران الواقعة جنوب غرب سلوفينيا، والتي تم تقاسم شواطئها بين كرواتيا وسلوفينيا. وقد حددت البلدة بخط يربط منطقة كيب سافودريا في الجنوب إلى منطقة كيب ماونا في الشمال، وحددت المنطقة بحوالي 19 كيلو متر مربع (7.3 ميل مربع). منذ عام  1990 كان يُستخدام اسم خليج سافودريا في كرواتيا. على الساحل الشرقي السلوفيني تقع بلدة بيران، والمستوطنات بورتوروز ووسيا. كانت منطقة الخليج مسرحًا للنزاعات الحدود البحرية والبرية بين سلوفينيا وكرواتيا.

## وصلات خارجية
- الأوضاع في خليج بيران: الرسوم البيانية بالترتيب التالي: من درجة حرارة الماء، ارتفاع الموجة، موجة فترة الفاصل، اتجاه الموجة، السرعة الحالية، الاتجاه الحالي، بيانات الحد الأقصى لارتفاع الأمواج لمدة 30 يوم من الأيام الماضية (مأخوذة بالقرب من بلدة بيران).